# Barátnők újratöltve
A Barátnők újratöltve (eredeti cím: Arthur's Whisky) 2024-ben bemutatott brit filmvígjáték, amelyet Alexis Zegerman forgatókönyvéből Stephen Cookson rendezett. A főbb szerepekben Diane Keaton, Patricia Hodge és Lulu látható.
Az Egyesült Királyságban 2024. január 1-én került a mozikban. Magyarországon 2024. november 28-án mutatták be az ADS Service forgalmazásában.

## Cselekmény
A nemrég megözvegyült Joan felfedezi, hogy néhai férje feltalálta az Örökifjúság Elixírjét, amit megoszt két barátnőjével, Lindával és Susannal. Hamarosan a három nő rájön, a a modern világban már nem képesek fiatalok lenni.

## Szereplők
| Szerep        | Színész                    | Magyar hang         |
| ------------- | -------------------------- | ------------------- |
| Linda         | Diane Keaton               | Bánsági Ildikó      |
| Linda         | Genevieve Gaunt (fiatalon) | Csifó Dorina        |
| Joan          | Patricia Hodge             | Molnár Zsuzsa       |
| Joan          | Esme Lonsdale (fiatalon)   | Szabó Luca          |
| Susan         | Lulu                       | Kovács Nóra         |
| Susan         | Hannah Howland (fiatalon)  | Pekár Adrienn       |
| James         | Adil Ray                   | Juhász Zoltán       |
| Henry         | Bill Paterson              | Berzsenyi Zoltán    |
| Robert        | Tom Stourton               | Barát Attila        |
| Sharon        | Jaime Winstone             | Tóth Szilvia Andrea |
| Hal           | David Harewood             | Papucsek Vilmos     |
| Karen Walters | Hayley Mills               | Andai Katalin       |
| Önmaga        | Boy George                 | Németh Péter        |

### Magyar változat
- Bemondó: Zahorán Adrienne
- Magyar szöveg: Zalatnay Márta
- Hangmérnök és vágó: Papp Zoltán István
- Felvevő hangmérnök: Darvas Bence
- Gyártásvezető: Mészáros Szilvia
- Szinkronrendező: Tarján Péter
- Produkciós vezető: Legény Judit

A szinkront a Laborfilm Szinkronstúdió készítette el.

## A film készítése
A film producerei Stephen Cookson, Peter Keegan (CK Films), valamint Pippa Cross (CrossDay Productions). A projektet Alexis Zegerman forgatókönyvéből Cookson rendezte. A vezető producerek Jack Christian, D.J. McPherson és Leighton Lloyd voltak.
Diane Keaton 2023 januárjában csatlakozott a filmhez. 2023 májusában Patricia Hodge, Lulu, David Harewood, Lawrence Chaney és Boy George csatlakozott a szereplőgárdához. Lulu segített Boy George-ot beszervezni a szerepre, miközben az épp Las Vegasban volt fellépni.
A forgatás 2023-ban kezdődött; a forgatási helyszínek között szerepelt az angliai Walton-on-Thames is.